# 九龍船塢紀念學校
九龍船塢紀念學校（英語：Kowloon Docks Memorial School, KDMS）曾是位於香港九龍紅磡青州街2號的官立小學。學校由香港黃埔船塢有限公司（Hong Kong & Whampoa Dock Co Ltd）順應員工及街坊的訴求於1948-1949年間與教育司署斥資50萬港元興建。學校之命名以紀念第二次世界大戰時期在空襲中不幸罹難的九龍黃埔船塢員工。

## 校政管理
歷任校長
- 1949年至1953年：龐永紹 先生[4]（上午校）
- 1953年至1957年：梁浩然 先生[5]（上午校）
- 1957年至1958年：錢世年 先生（上午校）[6]
- 1958年至1960年：王嘉倫 先生[7]（上午校）
- 1960年至？：劉英漢 先生[8]
- 周胡永玉 女士（上午校）[9]
- 陳黎鑑仟 女士（下午校）[9]
- 莫紉蘭 女士[10]
- ？至1995年：林曾惠瓊 女士[11]

歷任副校長
- 李玉華 女士[12]

## 成立背景
1949年中華人民共和國成立後，國民的財產、物業被充公，導致引發大批難民移居香港，令香港學校嚴重不足。有見及此，香港教育司署協辦多間學校以解決問題，而九龍船塢紀念學校乃其中之一。香港政府為了防止共產思想在香港蔓延，把13所左傾親共組織“港九勞工子弟教育促進會”的學校取締，受影響的學生會被遷往多家官立小學繼續升學。當中便包括九龍船塢紀念小學、軒尼斯道官立小學等。
九龍船塢紀念學校於1949年正式創校，主校舍為單層平頂建築物，設有12個課室及禮堂（面積約3,600平方米）。首屆小六畢業生畢業於1950年。

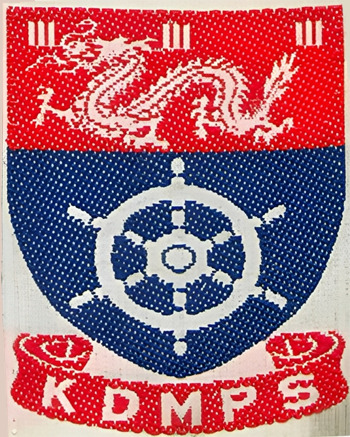
九龍船塢紀念學校上午校校徽

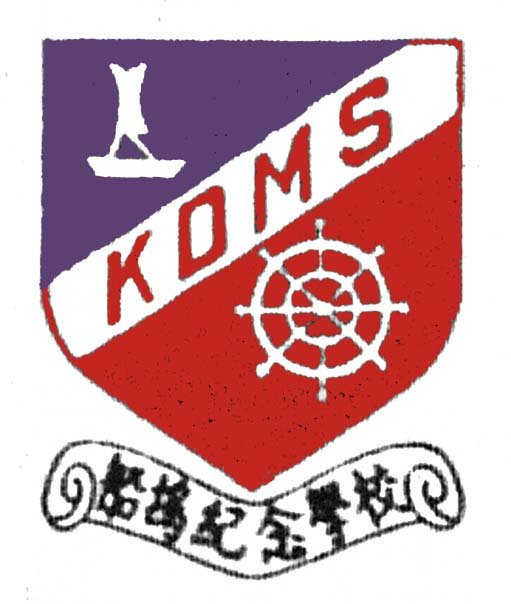
九龍船塢紀念學校下午校校徽

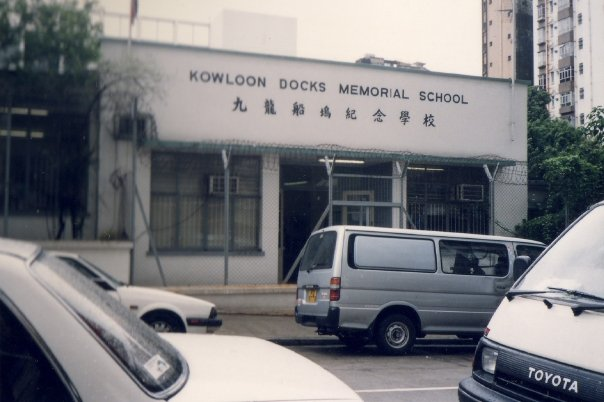
九龍船塢紀念學校正門（1989年）

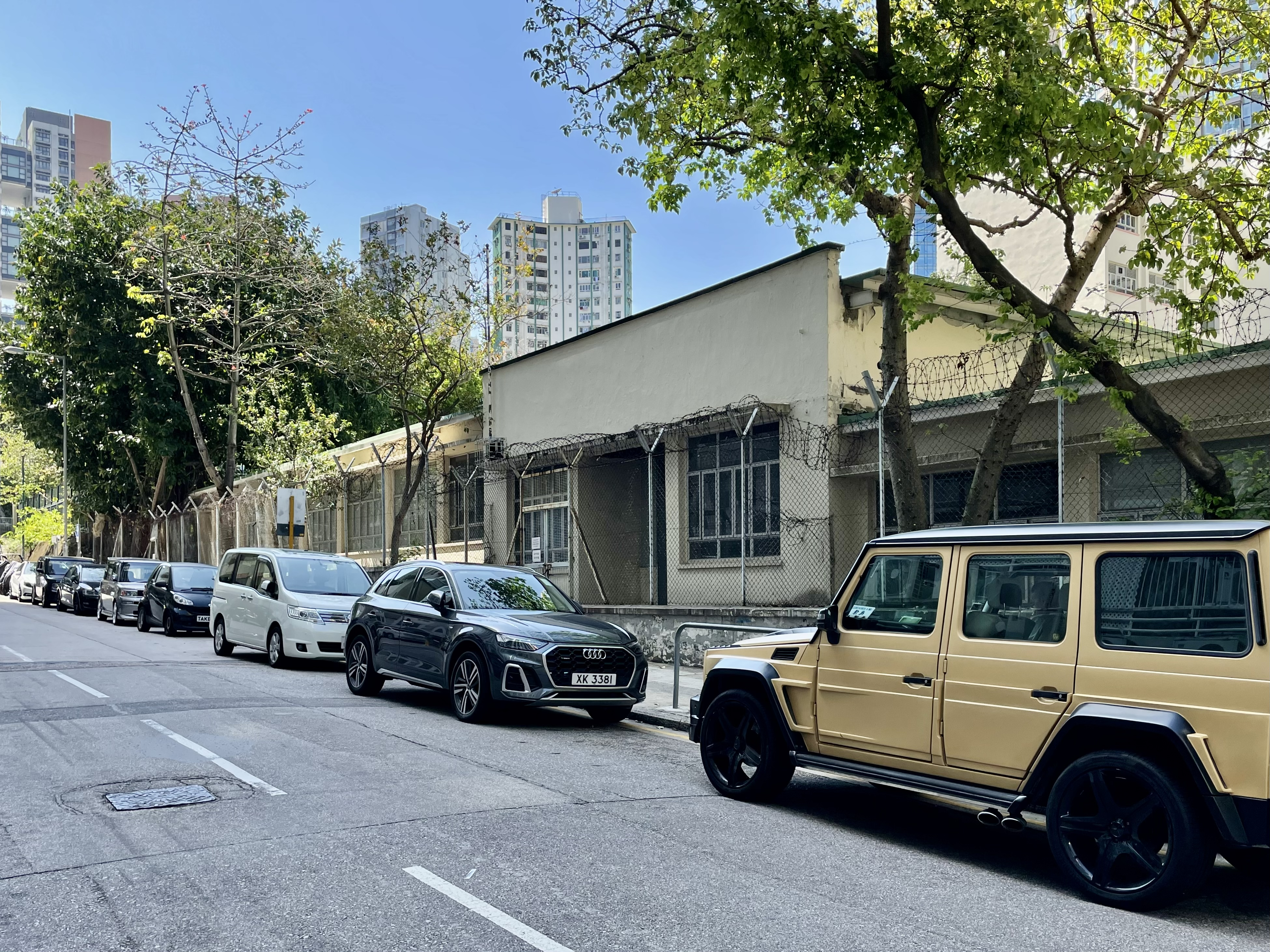
九龍船塢紀念學校舊址（2022年）

開辦初期向學生象徵式收取每月港幣$2學費，然而香港政府初期只全費協辦上午校，下午校则名为红磡街坊公立学校，乃不同行政单位，卻以資助性質協辦，餘下的經營費用由紅磡街坊福利會籌集。由於早期學額有限，教育偏向精英制度而並非每個年級也可分成甲及乙兩班。學校的一二年級各有三班，而三四年級各有兩班，到了五六年級只篩選餘一班，直到1950 年代后期才更改成每年級平均分成甲及乙兩班。
早期的船塢小學學生無需穿校服，直至1960年初該校教音樂的李老師（Mr. Michael Lee Chiu Yuen）提出學生在進行課外活動時裝束時不太整齊，於是便為學校設計了校徽。上午校校徽紅藍白三色的龍及舵輪圖案組成，（下午校， 即街坊学校，则一向有校服和校徽），校服亦定為白恤衫及深藍色褲子。
教育司曾於1960年9月30日致函香港黃埔船塢有限公司商議在九龍船塢紀念小學接鄰鶴園街興建一所有30個課室的新校舍，原計畫是新校舍落成後便把九龍船塢紀念小學的上下午校的學生合併及遷入。只有12個課室的舊校舍便改成臨時學校，給等待校舍建成的學生使用。然而該多層校舍落成後卻在1961年先外借予柏立基師範專科學校（Sir Robert Black Training College）及葛量洪教育學院（分校）。其後再於1978年再轉借五育中學，擴校計劃亦無疾而終。該校舍現為聖公會聖提摩太小學所用。
1992年九龍船塢紀念學校成為首批改成全日制學校，運作至1995年被香港教育署以收生不足理由殺校，林曾惠琼女士成為最後一任校長。九龍船塢紀念學校學校停辦後原址先後成為多間學術機構的臨時校舍，當中包括協恩中學附屬小學及香港兆基創意書院。目前，政府正打算重建此校舍成為一座設有18班的後千禧校舍，以遷置毗鄰的天神嘉諾撒學校。

## 著名教師
- 梁紀昌：前香港鮮魚行學校校長

## 著名/傑出校友
- 夏韶聲：香港著名男歌手（1965年小六上午校）
- 陳刀：香港著名時裝設計師
- 駱友梅：《信報》創辦人之一[22]
- 梁熾靈：前聖公會聖匠中學校監[23]
- 梁銘彥：已故香港人民入境事務處處長（1955年小六[24]）
- 梁植穎：前英皇書院署任校長及副校長（1954年小六[25]）
- 簡穎湘：前中僑互助會行政總監、加拿大卑詩省首位華裔入籍女法官（1958年小六）[7]

## 資料來源
1. ↑  香港特別行政區教育局[永久]
2. ↑  .   [2009-10-14]. （原始内容存档于2021-03-08）.
3. ↑  .   [2009-10-14]. （原始内容存档于2021-03-08）.
4. ↑  . 華僑日報. 1953-01-11: 14  [2023-07-02].
5. ↑  . 華僑日報. 1956-12-23: 7  [2023-07-02].
6. ↑  . 華僑日報. 1958-06-17: 11  [2023-07-02].
7. 1 2  . 華僑日報. 1958-12-20: 14  [2023-07-02].
8. ↑  . 華僑日報. 1960-07-04: 10  [2023-07-02].
9. 1 2  香港文化事業公司. . 香港文化事業公司. 1965: 62.
10. ↑  . 香港教育學院校友電子報 (香港教育學院). 2013-07  [2023-07-02]. （原始内容存档于2020-11-29）.
11. ↑  梁操雅. . 商務印書館(香港)有限公司. 2015: 27.
12. ↑  . 華僑日報. 1962-02-02: 12  [2023-07-02].
13. ↑  香港早期報紙教育資料選萃 - 方駿, 麥肖玲, 熊賢君主編 (原文轉載自<<大公報>>1949年5月28日報導 ISBN：7543843153 (2006) p.25
14. ↑  Hegemonies Compared: State Formation and Chinese School Politics in Postwar Singapore and Hong Kong - Ting-Hong Wong P.208
15. ↑  .   [2009-10-14]. （原始内容存档于2021-03-08）.
16. ↑  香港特別行政區教育局[]
17. ↑  . 香港工商日報. 1961-12-03: 7  [2023-07-02].
18. ↑  .   [2009-10-14]. （原始内容存档于2019-02-21）.
19. ↑  Education in Hong Kong, 1941 to 2001: Visions and Revisions - Anthony Sweeting P.172
20. ↑  . 華僑日報. 1961-07-07: 15  [2023-07-02].
21. ↑  2021年度小一入學統一派位選校名單：第35校網[]
22. ↑  . 華僑日報. 1958-12-22: 14  [2022-04-15].
23. ↑  梁操雅. . 商務印書館(香港)有限公司. 2015: 28.
24. ↑  . 華僑日報. 1955-12-22: 15  [2023-07-02].
25. ↑  . 華僑日報. 1954-12-21: 11  [2023-07-02].

## 外部連結
- Kowloon Docks Memorial Primary School Alumni Group 九龍船塢紀念小學舊生會（Global） （页面存档备份，存于）